# Narodowy Uniwersytet Aerokosmiczny „Charkowski Instytut Lotniczy”
Narodowy Uniwersytet Aerokosmiczny „Charkowski Instytut Lotniczy” (ukr. Національний аерокосмічний університет «Харківський авіаційний інститут») – ukraińska uczelnia publiczna.

## Historia
Poprzednikiem uniwersytetu był Charkowski Instytut Lotniczy, założony w 1930, jednym z inicjatorów jego powstania był Gieorgij Proskura. Instytut składał się z dwóch wydziałów: konstrukcji samolotów i konstrukcji silników. W pierwszym roku funkcjonowania Instytutu, zatrudnionych na nim było 12 wykładowców, a edukację podjęło 69 studentów.
Wśród pracowników Instytutu był m.in. Archip Lulka, który pracował nad konstruowaniem silników turboodrzutowych. W czasie II wojny światowej, gdy Charków został zajęty przez Niemców, Instytut został ewakuowany do Kazania.
W 1977 roku dyrektorem Wydziału Projektowania Samolotów został Oleg Antonow. 31 marca 1978 instytutowi nadano imię Nikołaja Żukowskiego. 
Po uzyskaniu niepodległości przez Ukrainę, w 1998 roku Instytut został przemianowany na Państwowy Uniwersytet Aerokosmiczny, a 11 września 2000 roku, uzyskał status uniwersytetu narodowego.
Zgodnie z rozporządzeniem Ministerstwa Edukacji i Nauki Ukrainy z dnia 3 marca 2025 r., na podstawie ustaw Ukrainy „O potępieniu i zakazie propagandy rosyjskiej polityki imperialnej w Ukrainie i dekolonizacji toponimii” oraz „O potępieniu komunistycznych i narodowosocjalistycznych reżimów totalitarnych i zakazie używania ich symboli”, Narodowy Uniwersytet Aerokosmiczny im. M. Żukowskiego „Charkowski Instytut Lotniczy” przemianowano na Narodowy Uniwersytet Aerokosmiczny „Charkowski Instytut Lotniczy”

## Struktura organizacyjna
W skład uczelni wchodzą następujące jednostki organizacyjne:
- Wydział Budowy Samolotów
- Wydział Systemów Sterowania Samolotami
- Wydział Silników Lotniczych
- Wydział Nauk Humanistycznych
- Wydział Radioelektroniki, Systemów Komputerowych i Telekomunikacji
- Wydział Technologii Rakietowych i Kosmicznych
- Wydział Inżynierii Oprogramowania i Ekonomii
- Wydział Studiów Korespondencyjnych
- Instytut Modelowania Fizycznego